# Panamerikanische Spiele 2011/Leichtathletik – 1500 m der Frauen
Der 1500-Meter-Lauf der Frauen bei den Panamerikanischen Spielen 2011 fand am 27. Oktober im Telmex Athletics Stadium in Guadalajara statt.
Zwölf Athletinnen aus zehn Ländern nahmen an dem Wettbewerb teil. Die Goldmedaille gewann Adriana Muñoz nach 4:26,09 min, Silber ging an Rosibel García mit 4:26,78 min und die Bronzemedaille sicherte sich Malindi Elmore mit 4:27,57 min.

## Rekorde
Vor dem Wettbewerb galten folgende Rekorde:
| Weltrekord        | Qu Yunxia   | 3:50,46 min | Peking, Volksrepublik China                      | 11. September 1993 |
| Rekord der Spiele | Mary Decker | 4:05,70 min | Panamerikanische Spiele in San Juan, Puerto Rico | 13. Juli 1979      |

## Ergebnis
27. Oktober 2011, 17:05 Uhr
| Platz | Athletin                  | Land                | Zeit (min) |
| ----- | ------------------------- | ------------------- | ---------- |
|       | Adriana Muñoz             | Kuba                | 4:26,09    |
|       | Rosibel García            | Kolumbien           | 4:26,78    |
|       | Malindi Elmore            | Kanada              | 4:27,57    |
| 4     | Fabiana Cristine da Silva | Brasilien           | 4:28,33    |
| 5     | Urdileidis Quiala         | Kuba                | 4:29,08    |
| 6     | Sandra Amarillo           | Argentinien         | 4:29,49    |
| 7     | Pilar McShine             | Trinidad und Tobago | 4:30,05    |
| 8     | Gladys Landaverde         | El Salvador         | 4:31,43    |
| 9     | Nancy Gallo               | Argentinien         | 4:31,96    |
| 10    | Annick Lamar              | Vereinigte Staaten  | 4:32,57    |
| 11    | Jacqueline Areson         | Vereinigte Staaten  | 4:34,23    |
| 12    | Beverly Ramos             | Puerto Rico         | 4:34,90    |